# Fenstanton
Fenstanton är en ort och civil parish i distriktet Huntingdonshire i grevskapet Cambridgeshire i England. Folkmängden uppgick till 2 639 invånare 2011, på en yta av 0,77 km².